# Geschichte der Basken
Die Geschichte der Basken ist wesentlich bestimmt von den Motiven der Selbstbehauptung und Selbstbestimmung. Als ethnische und kulturelle Gemeinschaft war und ist ihnen die baskische Sprache ein vorrangiges Identitätsmerkmal und Anliegen. Die Basken bezeichnen sich selbst als Euskaldunes – „Baskisch-Sprecher“. Ihre Siedlungsgebiete beiderseits der Pyrenäen und am Kantabrischen Gebirge, die vor allem eine an Eigenständigkeit und Ungebundenheit gewöhnte Kultur von Bergbauern haben entstehen lassen, waren mit ursächlich dafür, dass die Basken gegenüber den Herrschaftsansprüchen großer historischer Reiche und Machtkomplexe auf regionaler Ebene nahezu durchgängig ihr Eigenleben und politische Sonderrechte in Form von Autonomieregelungen bewahren konnten.
Nur einmal waren die Basken am Anfang des 11. Jahrhunderts in einem Herrschaftsgebiet politisch geeint. Die Aufteilung des Baskenlands in ein südlich der Pyrenäen bestehendes spanisches (Hegoalde) und ein nördlich der Pyrenäen gelegenes französisches (Iparralde) hat sich hingegen durch alle geschichtlichen Umbrüche bis in die Gegenwart erhalten. In diversen lokalen Regelungen, die als Foralsystem bezeichnet werden und die auf Selbstverwaltung und auf Begrenzung der jeweiligen übergeordneten Herrschaftsmacht zielten, schufen die Basken seit dem Spätmittelalter ein ihre politische Identität prägendes Rechtsgefüge.
Wirtschaftliche Blütezeiten erlebten Basken als Walfänger und Hochseefischer, als Schiffskonstrukteure und Werftenbetreiber, bei der Förderung und dem Export von Eisenerz sowie mit dem Aufbau einer Schwerindustrie. Zu ihren wichtigsten Stadtgründungen gehören auf französischer Seite Bayonne und Biarritz, im spanischen Baskenland San Sebastián und Bilbao sowie Gernika als symbolischer Ort baskischer Freiheit und Selbstbehauptung.

## Ein Volk am Rande antiker Zivilisation
Die Ursprünge des baskischen Volkes sind ungeklärt. Erwiesen ist allerdings, dass die baskische Sprache als eine mit keiner anderen verwandte vorindogermanische Sprache die älteste in Westeuropa noch existierende ist. Erste schriftliche Zeugnisse, die die Existenz baskischer Stämme im Baskenland belegen, stammen von römischen Schriftstellern wie Sallust und Plinius dem Älteren und von Geographen wie Strabon und Claudius Ptolemäus. Wie Sprachzeugnisse zeigen, ging das frühere Siedlungsgebiet der Basken weit über das heutige hinaus.
Die Gebirgszüge der Pyrenäen und des Kantabrischen Gebirges blieben von der römischen Expansion lange ausgenommen, und in den unzugänglichen Gebirgsgegenden des baskischen Raumes entzogen sich die Stammeskulturen weitgehend der Romanisierung. In gleicher Weise behaupteten die Basken ihre Siedlungsgebiete und ihre Sprache auch gegenüber den nachfolgenden Reichen der Westgoten und der Franken, die von Norden her expandierten, und der von Süden kommenden Mauren. Die baskische Geschichtsschreibung erklärt die Vielfalt der unterschiedlichen Dialekte innerhalb eines kleinen geographischen Raumes im Baskenland mit einer weitgehend statischen soziokulturellen Entwicklung bei nur geringem Austausch nach außen.

## Im Wirkungsfeld mittelalterlicher Mächte
Als Akteure am Rande der Auseinandersetzung zwischen Franken und Mauren widersetzten sich die Basken gelegentlich den von fränkischer Seite auferlegten Tributen und brachten ihnen 778 in der durch das Rolandslied nachwirkend bekannt gewordenen Schlacht von Roncesvalles eine Niederlage bei. Die anhaltende Rivalität zwischen Christen und Mauren im Norden der Iberischen Halbinsel brachte im 9. Jahrhundert die Herrschaft von Íñigo Arista über das christliche Pamplona hervor, die in der Folge zu einem erblichen Königtum wurde, dem Königreich Navarra. Im Baskenland bildeten sich innerhalb des navarrischen Einflussbereichs die Grafschaften Bizkaia, Álava und Gipuzkoa und der Vizegrafschaften Labourd und Soule heraus. Zum „König aller Basken“ wurde zu Beginn des 11. Jahrhunderts Sancho der Große (Sancho el Mayor), unter dem das Königreich Pamplona, über den Nordrand der Pyrenäen ausgreifend, seine größte Ausdehnung erreichte, bevor es nach seinem Tod unter seinen Söhnen geteilt wurde. In der Folge waren Gipuzkoa, Álava und Bizkaia den wechselnden Herrschaftsansprüchen Kastiliens und Navarras ausgesetzt.
Wie alle frühen kulturellen Impulse von außen kam auch die Christianisierung der Basken erst vergleichsweise spät voran. So scheiterte im 7. Jahrhundert der heilige Amandus mit seinem Missionierungsversuch bei den Basken. Wirksamer erwiesen sich diesbezüglich Kirchenbauten und Klosteranlagen, die später entlang des Jakobswegs entstanden, der zeitweise an der Biskayaküste verlief. Doch in Kernregionen wie Gipuzkoa und Bizkaia stammen die ältesten erhaltenen Kirchenanlagen meist aus der Gotik; und Klosterleben gab es in diesem Raum erst im Spätmittelalter. Im Jahr 1534 aber war es der Baske Ignatius von Loyola, der in einer Krypta des Pariser Montmartre den Orden der Jesuiten gründete, nachdem er seinen baskischen Landsmann Franz Xaver ebenfalls für die katholische Sache gewonnen hatte. Die Jesuiten bildeten den ersten Orden, der weltweit missionierte, und Franz Xaver wurde zu diesem Zweck nach Asien ausgesendet und missionierte in Japan, den Molukken und Malaysia, bevor er auf dem Weg nach China 1552 starb. Beide Ordensgründer wurden 1662 heiliggesprochen.

## Autarke (Berg-)Bauern und städtische Anfänge

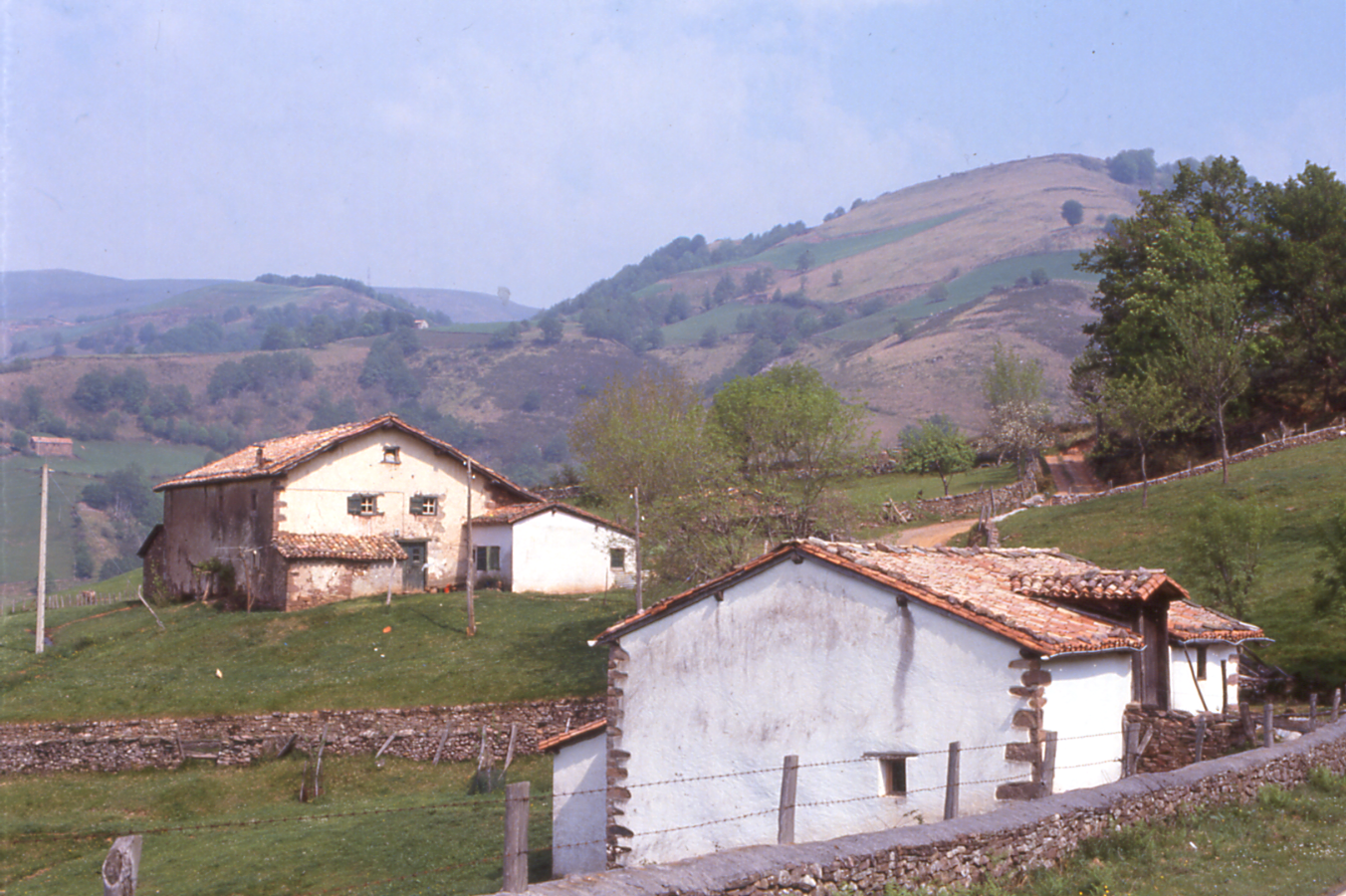
Bauernhöfe im baskisch geprägten Norden Spanisch-Navarras

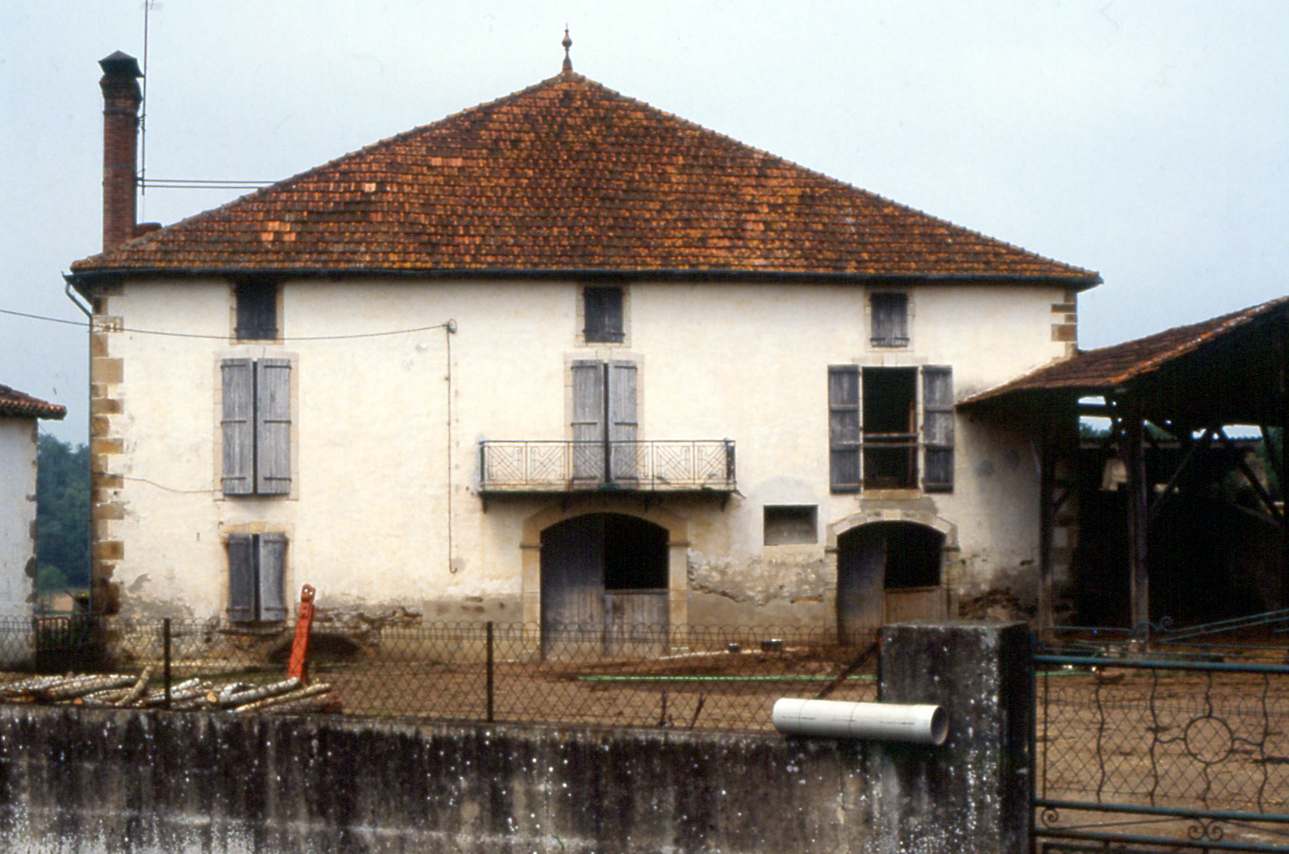
Bauernhof im französischen Baskenland

Noch als Wilhelm von Humboldt zum zweiten Mal das Baskenland bereiste und seine Eindrücke festhielt, erschienen ihm als eigentlicher Kern der baskischen Nation die Bauern mit ihren „oft tief im Gebirge“ liegenden Einzelgehöften. Die Städte hingegen seien „ein fremder und späterer Zusatz“. Wie vermutlich seit den frühesten Zeiten, so Humboldt, weise Bizkaia eine zerstreute Besiedlung auf, die Höfe einsam, oft in beträchtlicher Entfernung voneinander liegend. In dieser Abgeschiedenheit nähre der Baske „den Geist der Freiheit und Unabhängigkeit, der ihn auszeichnet“. Dort entwickle er die Liebe zu den Eigentümlichkeiten seiner Lebensart, seiner Nation und Sprache.
Ein von Humboldt aufgesuchter einfacher Berghof war zweistöckig, aus Stein und Holz gebaut, schornsteinlos und mit flach ablaufenden Dächern. Versammlungsort der Familie war die Küche; die daran anschließenden Kammern dienten zum Schlafen und für häusliche Tätigkeit wie die Leinweberei. Oben gab es Böden und unmittelbar an der Küche den Stall. Die Futterkrippe für die von der Feldarbeit zurückgebrachten Ochsen war an der Trennwand von der Küche zum Stall angebracht, „und in der Wand sind zwei Oefnungen durch welche die Thiere den Hals stecken. So wird Unreinlichkeit vermieden und der Landmann hat doch immer die beiden wichtigsten Stücke seiner Wirtschaft unter unmittelbarer Aufsicht.“
An die Zugehörigkeit zu einem Haus ist die Identität der Basken laut Kurlansky ebenso gebunden wie an die zum Volk. Oft beziehen sich sogar baskische Nachnamen auf Begriffe wie Haus, Steinhaus, neues oder altes Haus. Zu jedem dieser Häuser gehören Gräber für die Angehörigen und als geistliches Oberhaupt eine Frau, die für Segenssprüche und Gebete zuständig ist, die alle Hausangehörigen einschließen: Lebende und Verstorbene. „Noch heute erinnern manche Basken an ihre Ursprünge, wenn sie sich einem Landsmann in der Fremde nicht mit ihrem Familiennamen vorstellen, sondern mit dem Namen ihres Hauses, eines Gebäudes, das vielleicht schon seit Jahrhunderten nicht mehr steht. Der Hausgründer mag entschwunden, der Familienname untergegangen sein, doch der Name des Hauses dauert fort.“

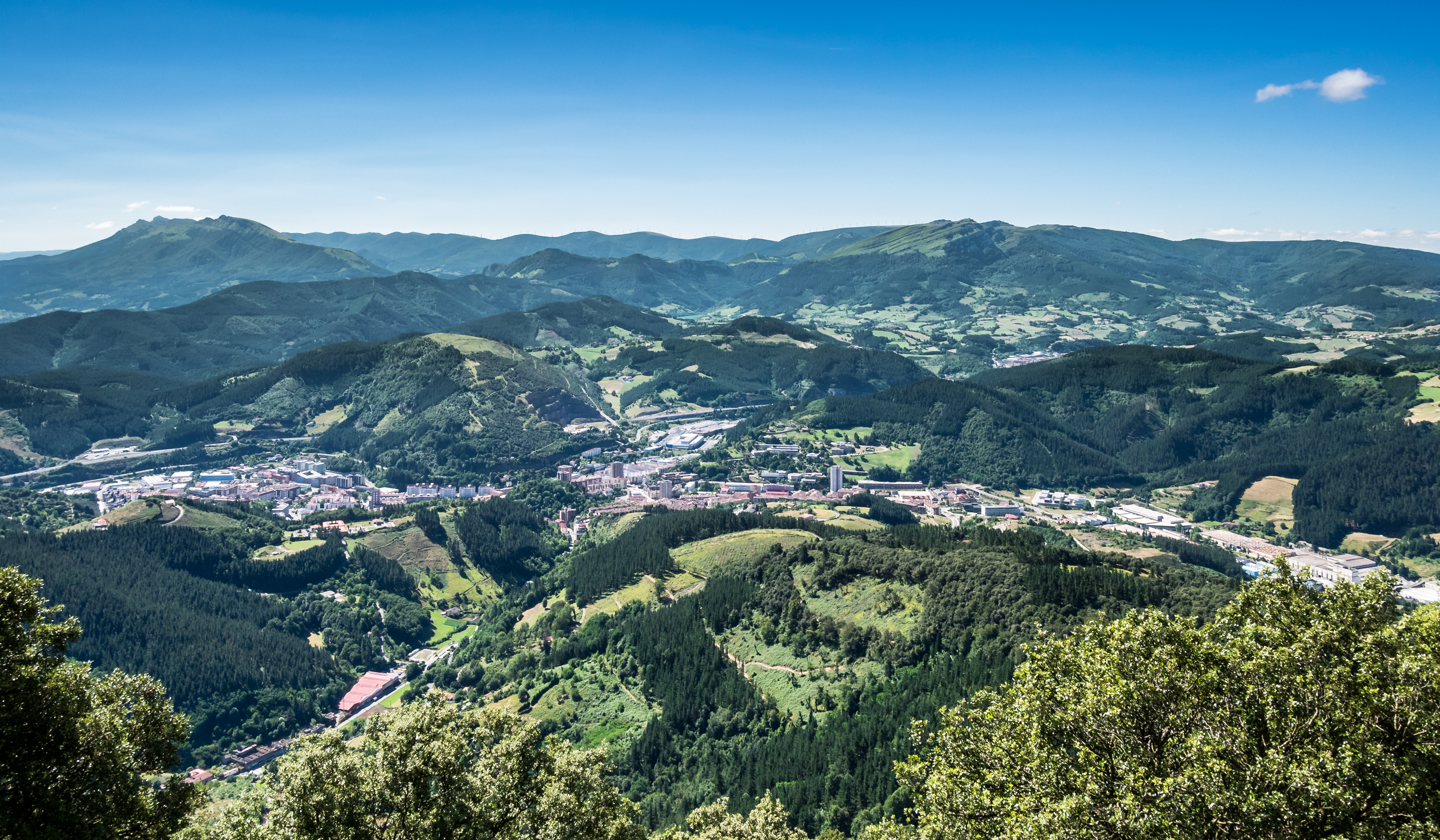
Arrasate (Mondragón), vom Berg

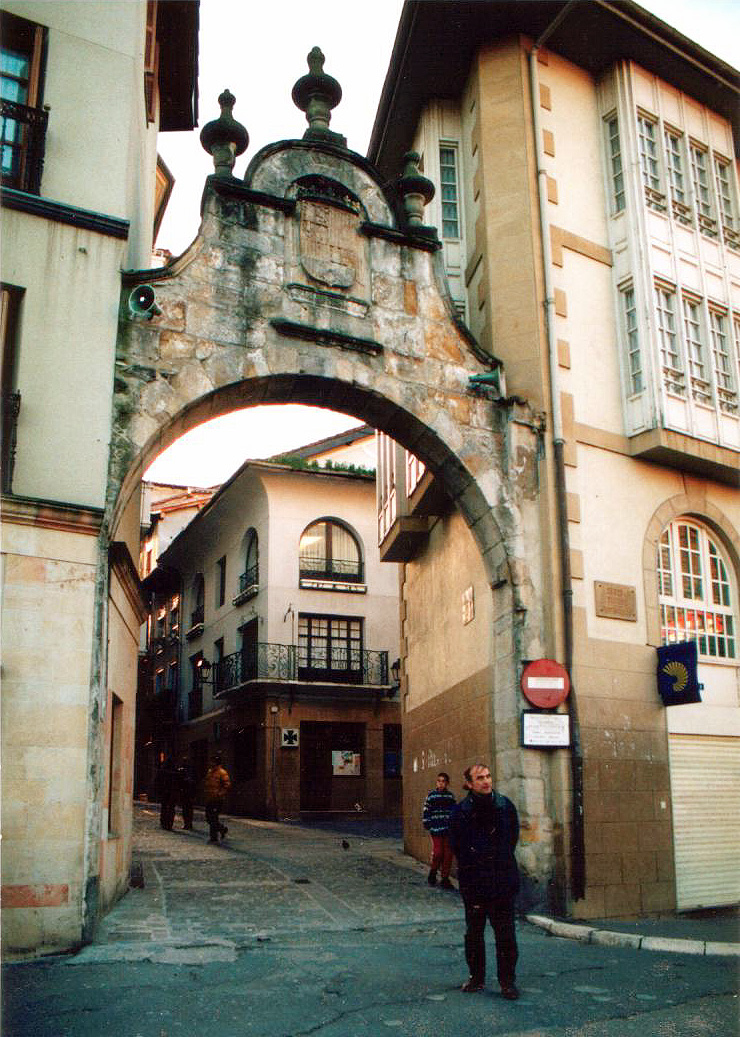
Arrasate (Mondragon), Eingang zur Altstadt

Im 13. Jahrhundert nahm die wirtschaftliche Bedeutung der Küstengebiete von Bizkaia und Gipuzkoa zu, deren Häfen nun zum Beispiel für die Ausfuhr kastilischer Wolle nach England genutzt wurden. Die zunehmende Bedeutung von Handwerk und Handel führte zu Städtegründungen mit wirtschaftlichen Privilegien und eigener Rechtsprechung, die nur der Krone unterstanden. Vorreiter war das 1181 vom navarresischen König gegründete San Sebastián. Spätere Städtegründungen gingen hauptsächlich von Kastilien aus. Bilbao wurde 1300 gegründet. Zu den Hafenstädten kamen jene an den Handelsstraßen vom Inland zur Küste. Nach 1330 wurden Stadtgründungen mit Mauern versehen, um die Bewohner zu schützen. Außer dem 1366 gegründeten Gernika dienten die Stadtgründungen dieser Zeit durchweg Verteidigungszwecken.
Die auf handwerklichen und merkantilen Fähigkeiten beruhenden Wirtschaftsformen der Städte machten sie zu bürgerlichen Inseln in ländlicher Umgebung. Die dort vorherrschenden Streusiedlungen schlossen sich mit der Zeit zu größeren Verbänden zusammen, in der Regel bis zu den Grenzen des jeweiligen Tals. Im Zuge der Urbanisierung kam es für viele von ihnen zum Anschluss an die Städte, speziell in Gipuzkoa, wo Ende des 14. Jahrhunderts fast das ganze Gebiet unter städtischem Einfluss stand.

## Fueros – Selbstbehauptung aus eigenem Recht
Pestepidemien und klimabedingte Missernten schwächten im 14. und 15. Jahrhundert die Wirtschafts- und Sozialstrukturen auch im Baskenland. Um die Vorherrschaft ringende verfeindete Grundherren bildeten Kampfverbände, die untereinander Bandenkriege austrugen bis hin zu Schlachten mit Tausenden von Soldaten. Die zunächst von Seiten Kastiliens, dann auch von Navarra dagegen aufgebotenen Hermandades, Polizeitruppen, die sich aus Bauern, Stadtbewohnern und einigen Kleinadligen zusammensetzten, bekamen nach jahrzehntelangen Auseinandersetzungen Ende des 15. Jahrhunderts die Oberhand. Dies trug dazu bei, dass die baskischen Territorien sich als politische Einheiten organisierten und innerhalb ihrer jeweiligen Grenzen zu ersten Gesetzgebungen gelangten. Ein sich breit entwickelndes Bewusstsein der juristischen Gleichheit aller Bewohner führte in Gipuzkoa
und Bizkaia dazu, dass sich die Bewohner vom kastilischen König den sogenannten „Universaladel“ verleihen ließen, der jedem von ihnen Rechte verlieh, die sonst nur Adligen vorbehalten waren: Waffen zu tragen, zu jagen, zu fischen und Mühlen anzulegen.

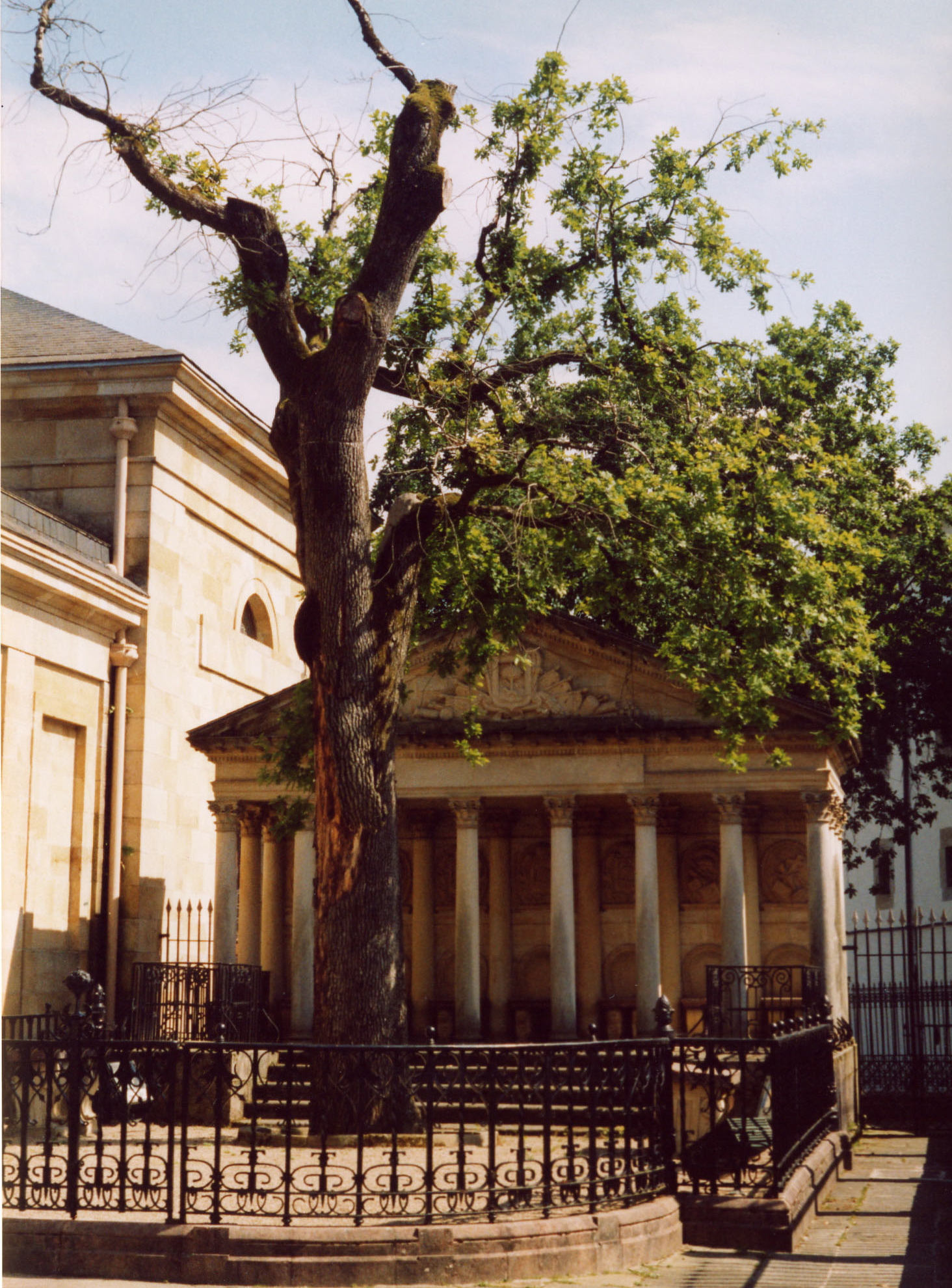
Symbolbaum:
Die Eiche von Gernika – Symbol des baskischen Foralsystems und Freiheitsstrebens

In Bizkaia, Gipuzkoa und Álava wurden Versammlungen zur Regelung innerer Angelegenheiten gebildet, die Juntas Generales, die auch als territoriale Interessenvertretungen gegenüber dem Landesherrn fungierten. Die schriftliche Fixierung herkömmlichen Gewohnheitsrecht hatte 1394 in Bizkaia mit dem Fuero Viejo begonnen und wurde 1526 durch den Fuero Nuevo abgelöst, in dem unter anderem Steuerfreiheiten, Universaladel und strafrechtliche Garantien enthalten waren. Das auf dieser Grundlage im 16. Jahrhundert entstandene Foralsystem regelte als ein verschränktes Herrschaftssystem, in welcher Form der König seine Macht in den baskischen Provinzen auszuüben berechtigt war. Er oder sein Vertreter war in den Versammlungen präsent, sodass beide Seiten in den Beschlüssen zusammenwirkten. Die Rechtsprechung geschah im Namen des Königs und durch seine Beauftragten, gegebenenfalls unter Anwendung foralen Rechts. Verboten waren Folter und Inhaftierung ohne richterliches Mandat. Konflikte ergaben sich häufig in Bezug auf die Abgaben an den König und auf die Beiträge zur Landesverteidigung. Diesbezüglich galt nämlich grundsätzlich, dass der Waffendienst der Basken nur für Auseinandersetzungen verpflichtend war, die das eigene Territorium betrafen.
Die Basken interpretierten die Fueros gegenüber dem kastilischen Königtum als einen Pakt zwischen einem souveränen Volk und seinem Schutzherrn, nicht also als herrscherlichen Gunsterweis gegenüber Untertanen. Dementsprechend entwickelte man in späterer Zeit die Vorstellung von einem zur Selbstbestimmung legitimierten baskischen Volk: „Die fueros werden zum Ausdruck eines seit Menschengedenken bestehenden Gewohnheitsrechts eines freien und souveränen Volkes, das in späteren Jahrhunderten in seiner Freiheit fortschreitend beschnitten wurde. Entsprechend wirkt die romantisierende Verklärung des sich am Grund und Boden orientierenden sozialen Gefüges im ländlichen Raum machtvoll bis in die Gegenwart hinein […].“

## Meeresfischer, Walfänger und Seefahrer
Für die Küstenstriche des Baskenlandes beiderseits der Pyrenäen war von alters her die Fischerei von zentraler Bedeutung. Doch auch der Walfang wurde schon früh zu einem einträglichen Erwerbszweig der Küstenbewohner. Denn die im Winter aus den zufrierenden nördlichen Gewässern nach Süden ziehenden Wale schwammen teils auch bis zur Bucht von Biskaya herunter. Ein totes Tier konnte für 30 Tonnen Blubber gut sein, der zu Tran verarbeitet wurde. Aus dem Jahr 670 ist in Nordfrankreich der Verkauf von 40 Kannen Waltran durch Basken aus Labourd überliefert. Als erste kommerzielle Walfänger errichteten die Basken im 7. Jahrhundert im ganzen von ihnen bewohnten Küstenbereich eine Vielzahl von Walbeobachtungstürmen, die zwischen Oktober und März besetzt waren. Später wurde der Wal für eine Reihe baskischer Städte zum Wappenmotiv.
Die von eindringenden Wikingern im 9. Jahrhundert am Adour ausgelösten Abwehrkämpfe hinterließen bei den Basken wichtige Vorbilder für den Bau von Schiffen mit verbesserter Hochseetauglichkeit. Die Erweiterung des Aktionsradius auf See erforderte aber zusätzlich ausreichend haltbaren Proviant. Auch diesbezüglich lernten die Basken von den Wikingern, die Kabeljau durch Trocknung als Stockfisch konservierten; und sie verbesserten ihrerseits die Haltbarkeit, indem sie den Fisch vor dem Trocknen einsalzten. Indem die Basken fortan den nordatlantischen Kabeljau jagten und ihre Schiffe mit gepökeltem Fisch verproviantierten, konnten sie dem Wal bis in seine Sommergründe vor Island oder Norwegen folgen. Solcher Hochseewalfang fernab von Spanien hatte für die Beteiligten den Vorteil, dass man Fangabgaben an Regierungen und Kirchen umging.
Nach und nach wurden die Basken so auch zu führenden Schiffsbauern, Lotsen und Seefahrern. Baskische Schiffe waren wiederum bei anderen Seefahrernationen wegen ihrer Breite und ihres großen Fassungsvermögens stark nachgefragt. Im 15. und 16. Jahrhundert entstanden an der baskischen Küste zahlreiche Werften. Denn das Baskenland hatte sowohl die Häfen als auch die für die Schiffsherstellung nötigen Eisenvorkommen und Eichenwälder.  Viele der ersten Schiffe, die Afrika, Amerika und Asien erkundeten, so Kurlansky, waren von Basken gebaut worden und wurden oft auch von Basken navigiert. So waren auf den Entdeckungsreisen von Christoph Kolumbus viele baskische Mannschaftsgrade vertreten, und nicht wenige der Schiffe stammten aus baskischer Produktion. Es war der Baske Juan Sebastián Elcano, der die von Ferdinand Magellan begonnene Weltumsegelung mit der Victoria und mindestens vier weiteren Basken unter den 18 verbliebenen Besatzungsmitgliedern vollendete.
Die von Spanien ausgehende Entdeckung und Kolonisierung Amerikas hatte auch für das Baskenland demographische Konsequenzen; denn auch viele Basken lockte die Chance eines Neubeginns in Übersee. Davon zeugen unter anderem baskische Bruderschaften, zu denen sich die Auswanderer auf kolonialem Boden zusammenschlossen. Auch einige prominente Konquistadoren waren baskischer Herkunft, unter ihnen Juan de Garay in Argentinien, Francisco de Ibarra in Mexiko, Lope de Aguirre in Peru und Venezuela und Domingo Martínez de Irala in Paraguay. Aus dem baskischen Durango stammte der erste mexikanische Erzbischof Juan de Zumárraga.

## Im Spannungsfeld von Absolutismus und Revolution
Während das baskische Foralwesen vom 16. bis 18. Jahrhundert einerseits das politische Denken der Bevölkerung weiter bestimmte und nachhaltig wirksam wurde, waren die baskischen Territorien andererseits dem zunehmenden Macht- und Integrationsanspruch der Könige Frankreichs und Spaniens im Zeichen des aufkommenden Absolutismus ausgesetzt. Zu sozialen Spannungen führende wirtschaftliche Krisenerscheinungen zeigten sich im 17. Jahrhundert sowohl in der Landwirtschaft, die eine Umstellung auf Mais vollzog, als auch in einem Niedergang der Eisenerzeugung mangels Auslandsnachfrage und in einem Verlust von Fischgründen in den Nordmeeren, unter anderem wegen des Machtverlusts der spanischen Flotte gegenüber den neuen Seemächten England und Holland. Die Zentralgewalten in Frankreich und Spanien erhöhten unter dem Eindruck rückläufiger Einnahmen und steigender Ausgabenansprüche den Steuerdruck auf die Bevölkerung, zum Beispiel durch eine empfindliche Besteuerung des Salzverbrauchs. Als Anschlag auf das Foralsystem wurden aber auch Vorstöße der Krone betrachtet, das Gemeindeland als Königsgut zu verkaufen. Mit wiederkehrenden Aufständen, den Matxinadas, setzten sich die Basken in Hegoalde und Iparralde dagegen zur Wehr.
Zu einem weiteren das herkömmliche Foralsystem in Frage stellenden Streitpunkt zwischen Madrid und dem spanischen Baskenland wurden die Vorstöße der Krone ab 1718, die Zollgrenzen für die Wareneinfuhr nach Spanien vom baskischen Hinterland an die baskische Küste vorzuverlegen, um höhere Einnahmen zu erzielen und Schmuggel zu unterbinden. Auch dagegen richteten sich der Volkszorn in Matxinadas – mit zwischenzeitlichen Erfolgen. Die Auseinandersetzungen darum zogen sich bis ins 19. Jahrhundert hin.
Für Iparralde kam das Ende des Foralsystems gleichsam über Nacht mit der Französischen Revolution, als vom 4. auf den 5. August 1789 die Nationalversammlung neben der Aufhebung des Feudalsystems auch die Beseitigung aller regionalen Verfassungen beschloss, also auch der baskischen. Selbst die baskischen Abgeordneten aus Soule und Labourd stimmten dem zu. Ein Antrag von Dominique Garat aus Labourd, ein eigenes baskisches Departement zu bilden, wurde verworfen. Nicht einmal als gesonderte Distrikte innerhalb des neu geschaffenen Departements Basses Pyrénées (seit 1969 Département Pyrénées-Atlantiques) blieben die baskischen Provinzen erhalten. Eine staatliche Förderung der baskischen Sprache wurde abgelehnt, und einige Tausend Basken, die man als Konterrevolutionäre verdächtigte, wurden umgesiedelt.

## Carlistenkriege und Industrialisierung
In Hegoalde gingen die Auseinandersetzungen um den Fortbestand der Fueros nach dem Ende der napoleonischen Vorherrschaft in Spanien, der sich die Basken geschlossen widersetzten, im Zuge der Restauration der spanischen Monarchie unter Ferdinand VII. weiter. Dabei fand die an einem einheitlichen Handels- und Wirtschaftsraum interessierte spanische Krone im liberalen Bürgertum baskischer Städte Unterstützung, denn auch dessen wirtschaftliche Interessen waren zunehmend auf große, zollfreie Absatzmärkte gerichtet. Die hartnäckigen Verteidiger des Foralsystems im spanischen Baskenland waren also speziell Landadel und ländliche Bevölkerung sowie die in ihm wirkende Mehrheit des katholischen Klerus, dem seit der Französischen Revolution die Gefahr der Enteignung von Kirchenbesitz vor Augen stand.
Als es nach dem Tod Ferdinands VII. 1833 zu einem Streit um die Thronfolge kam, um die seine erst zweijährige Tochter Isabella II. – mit Unterstützung der Mutter Maria Christina sowie der Liberalen – und sein Bruder Carlos María Isidro von Bourbon konkurrierten, stellten sich die konservativen Basken mit den kleinen und mittleren Bauern, dem Stadtproletariat und den traditionellen ländlichen Eliten sowie den die Dorfbevölkerung als Wanderprediger mobilisierenden katholischen Ordensleuten an die Seite des Carlos, der diese Unterstützung mit einem Bekenntnis zu den Fueros abzusichern suchte. Ihnen gegenüber stand das Bürgertum baskischer Städte, das die liberale Ausrichtung Isabellas II. unterstützte. In den mit Unterbrechungen bis 1876 andauernden drei Carlistenkriegen vermochten sich Isabella und der ihr nachfolgende Sohn Alfons XII. letztlich zu behaupten. Am 21. Juli 1876 wurden die Fueros in den Provinzen Gipuzkoa, Bizkaia und Álava per Gesetz endgültig abgeschafft. Stattdessen wurde den dort lebenden Basken unter dem Titel Conciertos Económicos in der Folge eine beschränkte Autonomie zugestanden.
Nach dem Ende der Carlistenkriege und der endgültigen Integration Hegoaldes in den spanischen Markt kam es vergleichsweise spät zu einer raschen Industrialisierung in Bizkaia und Gipuzkoa. Ausgangsbereich war der mit neuerlicher Intensität betriebene Bergbau, dessen Zustand Wilhelm von Humboldt bei seinem Besuch zu Anfang des 19. Jahrhunderts noch als desolat beschrieben hatte. Der Eisenerzabbau nahm ab 1878 (1,3 Millionen Tonnen) einen sprunghaften Aufschwung und betrug 1890 bereits 5 Millionen Tonnen. Da das baskische Eisenerz fünfmal billiger angeboten werden konnte als das britische, gingen zwischen 1878 und 1900 mehr als 50 Millionen Tonnen als Exporte nach Großbritannien. Im Gegenzug wurde britische Kohle für den Aufbau der baskischen Schwerindustrie importiert. In dem halben Jahrhundert zwischen 1881 und 1931 produzierten die baskischen Fabriken Hegoaldes zwei Drittel des spanischen Roheisens.
Mit der Industrialisierung Hegoaldes wurden die sozialen und politischen Grundlagen der modernen baskischen Gesellschaft gelegt; denn dazu parallel formierten sich die Sozialisten als Vertreter der Arbeiterschaft, das an Spanien orientierte liberale Unternehmertum und der baskische Nationalismus. Diese drei politischen Ausrichtungen verbreiteten sich, ausgehend von der Metropole Bilbao, in ganz Hegoalde. Am 31. Juli 1895 wurde die EAJ-PNV (Eusko Alderdi Jeltzalea-Partido Nacionalista Vasco – „Baskische Nationalistische Partei“) gegründet. Ihr ideologischer Vorreiter war Sabino Arana mit seiner Devise „Gott und Altes Gesetz“, die auf die Bewahrung der katholischen und foralen Traditionen zielte. Arana war auch der Impulsgeber für die baskische Fahne und Hymne. In der EAJ-PNV gab es von Anbeginn zwei Lager: die auf Unabhängigkeit des Baskenlandes fixierten radikalen Nationalisten und die bürgerlichen Liberalen, die auf weitgehende baskische Autonomie innerhalb Spaniens setzten.

## Bürgerkrieg, Franco-Diktatur und ETA
Als nach den drei ersten Jahrzehnten des 20. Jahrhunderts die Weltwirtschaftskrise auch Spanien erreichte, das sich im Ersten Weltkrieg neutral gehalten hatte (sodass nur die Basken Iparraldes für Frankreich daran teilgenommen hatten), musste die Monarchie 1931 der Zweiten Spanischen Republik weichen. Sie wurde am 14. April zuerst im baskischen Ort Eibar ausgerufen. Den Basken und anderen regionalen Minoritäten in Spanien wurden nun neue Autonomierechte zugesichert; doch zog sich die Verständigung über ein diesbezügliches Statut hin, das erst im November 1933 in Bizkaia und Gipuzkoa große Mehrheiten erreichte, als in Madrid eine konservative Regierung nach Wahlen die linksliberale ablöste. Gegenüber den mit zunehmender Härte ausgetragenen sozialpolitischen Kämpfen und Gewaltausbrüchen gerieten Autonomieregelungen wie die baskische jedoch in den Hintergrund. Erst nach dem knappen Wahlsieg der linken Volksfront (Frente Popular) gegen die Nationale Front (Frente Nacional) im Februar und dem in den Spanischen Bürgerkrieg führenden Militärputsch im Juli 1936 wurde das Autonomiestatut von der Regierung im Oktober desselben Jahres in Kraft gesetzt.
Die regierende linke Volksfront selbst hatte die Herbeiführung des Militärputsches noch im Vorfeld durch die Versetzung führender Offiziere an andere Standorte zu verhindern gesucht, dabei aber selbst veranlasst, dass Emilio Mola als einer der aufständischen Hauptakteure in Pamplona stationiert wurde, das schon seit 1931 ein Zentrum antirepublikanischer Verschwörungen gewesen war. Mola gewann dort die Unterstützung der Carlisten für den Putsch, sodass in Navarra insgesamt 17.000 freiwillige Carlisten und Falangisten die Putschisten unterstützten – mehr als ein Drittel aller spanischen Freiwilligen. Nach schneller Machtübernahme in Navarra griffen die Aufständischen Gipuzkoa an und drangen im Herbst 1936 bis zum Fluss Deba vor, wo die republiktreuen Truppen sie vorerst aufhielten.
Am 31. März 1937 begann Mola, unterstützt von der Legion Condor, eine Großoffensive mit Bombardement auf Durango, das jede Widerstandsbereitschaft der Bevölkerung brechen sollte. Die fast vollständige Zerstörung Gernikas in einem dreieinhalbstündigen Luftbombardement geschah am 26. April 1937. Ende Juni war auch der Westen Bizkaias mit Bilbao in den Händen der Putschisten. Bizkaia und Gipuzkoa wurden zu „Verräterprovinzen“ erklärt und die Conciertos Económicos als verbliebene Sonderrechte getilgt. Der militärische Erfolg der Aufständischen und die daran anschließenden Repressionen, von denen auch Hunderte Priester betroffen waren und die zwischen 1936 und 1945 Tausende von Hinrichtungen brachten, führten dazu, dass insgesamt mehr als 150.000 Bewohner des spanischen Baskenlandes sich nach Iparralde absetzten und dort zunächst in Flüchtlingslagern untergebracht wurden. Nach der deutschen Besetzung Frankreichs im Zweiten Weltkrieg dominierten in Iparralde spanischstämmige Basken den Partisanenkampf gegen die Besatzer.
Nach dem tödlichen Flugzeugabsturz Emilio Molas im Juni 1937 wurde Francisco Franco der unbestrittene Führer der Putschisten und Begründer einer fast vier Jahrzehnte währenden Diktatur in Spanien. Der Franquismus brachte für die Basken unter anderem ein Verbot ihrer Sprache in der Öffentlichkeit. Aktivitäten der baskischen Exilregierung in Frankreich und Streikaktionen im spanischen Baskenland während der Nachkriegsjahre blieben erfolglos, da die antikommunistische Ausrichtung Francos im Kalten Krieg das westliche Ausland zur Hinnahme seiner Diktatur brachte und Investitionen nach Spanien lenkte, die stabilisierend wirkten und auch für Hegoalde in den 1960er Jahren zu wirtschaftlicher Prosperität führten. Diese zog Einwanderer aus anderen Regionen Spaniens in großer Zahl an, sodass die Bevölkerung von Bizkaia zwischen 1960 und 1975 um 54 Prozent, in Gipuzkoa um 43 Prozent anstieg. Daraus ergab sich eine Krise der tradierten baskischen Werte, die zu neuen Konflikten führte.

Autonome Gemeinschaft Navarra (Spanien): Gemeinden der baskischsprachigen, gemischten und spanischsprachigen Zonen

Neuer Widerstand gegen das Franco-Regime artikulierte sich 1959 in der Gründung der ETA (Euskadi Ta Askatasuna – „Baskenland und Freiheit“), die aktives Eintreten für die baskische Sprache und Kultur forderte und eine Theorie des bewaffneten Kampfes zur Befreiung des Baskenlandes entwickelte: Der Staat sollte durch Attentate auf Amtsträger und Sicherheitskräfte zu repressiven Reaktionen gegen die Bevölkerung provoziert werden, bis diese sich schließlich massenhaft gegen ihre Unterdrücker erhöbe. Eine bewaffnete Auseinandersetzung, heißt es bei Seidel, sei seinerzeit von einer wachsenden Zahl von Sympathisanten als legitim betrachtet worden. Unterstützung sei auch vom niedern baskischen Klerus gekommen, sodass sich ETA-Leute im kirchlichen Umfeld relativ sicher und frei hätten bewegen können. Laut Kerstin Römhildt kamen die Widerständigen oft von dörflichen Bauernhöfen mit je eigener Namensidentität, den baserrias, die eine zentrale Rolle bei der individuellen Identitätskonstruktion gespielt hätten. Die Zweit- und Drittgeborenen solcher Höfe seien gern in Priesterseminaren untergebracht worden und hätten in einer Gemengelage von persönlichen Erfahrungen mit der Franco-Diktatur sowie unter dem Einfluss religiöser und marxistischer Ideologien eine Einstellung entwickelt, die baskischen Nationalismus und politische Gewalt als notwendige Antwort auf die gesellschaftliche Situation einschloss. Von 1967 an kam es zu ETA-Aktionen wie Banküberfällen, Bombenanschlägen und Attentaten – bis hin zu jenem 1973 auf den designierten Franco-Nachfolger Luis Carrero Blanco, der mit seinem Auto in die Luft gesprengt wurde. Noch kurz vor seinem Tod ließ Franco 1975 im Gegenzug fünf illegale Widerständler, darunter zwei ETA-Mitglieder hinrichten.

## Anhaltendes Autonomiestreben im demokratischen Spanien
Bereits in der Übergangsphase Spaniens von der Franco-Diktatur zu einer Demokratie westlichen Zuschnitts ließen die Basken in ihrem Abstimmungsverhalten Vorbehalte erkennen: Ihre Zustimmungsrate zu den politischen Reformen und zur neuen Staatsverfassung fiel deutlich geringer aus als in anderen Teilen Spaniens. Zwar war das nach den Verhandlungen gewährte Autonomiestatut teils weiter gefasst als zu den Zeiten der Zweiten Republik: Erziehung, Kultur- und Sprachpflege, örtliche Polizei und innere Finanzangelegenheiten wurden darin zugestanden. Die aus Gipuzkoa, Bizkaia und Alavá bestehende Autonome Gemeinschaft erhielt den Namen Euskadi (Baskenland). Die im „Statut von Gernika“, dem diesbezüglichen baskischen Entwurf, geforderte Anerkennung der Souveränität des baskischen Volkes sowie ein Zusammenschluss der drei baskischen Provinzen Euskadis mit Navarra kam für die Volksvertretung in Madrid jedoch nicht in Frage.
Von den Anfang 1976 noch 600 ETA-Häftlingen in spanischen Gefängnissen wurde im Laufe des Jahres etwa die Hälfte entlassen, während weitere 300 Etarras aus dem französischen Exil zurückkehrten. In der Folge wurde auch den baskischen Forderungen nach vollständiger Amnestie weitgehend nachgegeben; doch auch die im Mai 1977 noch einsitzenden 27 als besonders gefährlich eingestuften ETA-Häftlinge kamen nach einem Generalstreik, bei dem allein in Bizkaia 300.000 Arbeiter in den Ausstand traten, im Zuge einer nun allgemeinen Amnestie für politisch motivierte Straftaten frei. Damit gingen die Aktivitäten der meisten gewalttätigen extremistischen Gruppen nach und nach zu Ende, nicht aber die der ETA.
Für die ETA, die zunächst weiterhin über einigen gesellschaftlichen Rückhalt verfügte, ergaben die neuen Verhältnisse auch mit Verfassung und Autonomiestatut keinen Grund zur Einstellung des bewaffneten Kampfes. Die Forderungen nach vollständiger Selbstbestimmung waren unerfüllt geblieben, und die polizeilichen Repressionen wurden ähnlich wie zu Francos Zeiten fortgesetzt. Auf Zeiten der Lageberuhigung folgten neue Konflikteskalationen. Ein Bombenanschlag der ETA im Juni 1987 auf einen Supermarkt in Barcelona kostete 21 Menschenleben; im Dezember desselben Jahres wurden nach einem Autobomben-Attentat auf eine Wohnkaserne der Guardia Civil in Saragossa 12 Tote geborgen. Als negative Folgen des ETA-Terrors nennt Walther L. Bernecker Vertrauensschwund in die Politik der Regierung, Abwanderung von Industrien und Zunahme der sozialen Probleme. „1980 registrierte das hochindustrialisierte Baskenland 17 Prozent Arbeitslose, 1984 sogar 21,4 Prozent – ein sozialer Sprengsatz, der den radikalen ETA-Forderungen möglicherweise noch neuen Zulauf verschaffte und die Lösung der politischen Aufgaben nicht nur erschwerte, sondern nahezu unmöglich machte.“ Von 2005 bis 2007 sich hinziehende Verhandlungen der ETA-Spitze, die einen Waffenstillstand ausgerufen hatte, mit Vertretern der Regierung Zapatero endeten ergebnislos. Durch Anschläge in Urlaubsorten, etwa auf Mallorca, suchte die ETA wiederum eine breite Öffentlichkeit im Ausland zu erreichen und mit dem Tourismus zugleich einen wichtigen spanischen Wirtschaftszweig zu treffen. Nachdem die französischen Behörden in einen übergreifenden Antiterrorkampf mit eingetreten waren, kam es vermehrt zu Fahndungserfolgen mit dem Ergebnis, dass am Ende der 2000er Jahre neuerlich über 600 ETA-Mitglieder in Haft saßen. Durch einen Paradigmenwechsel und einer Neuorientierung der Führung der ETA im Jahre 2010 zeigte sich die ETA offen für eine gewaltfreie Lösung des Konfliktes. Am 21. Oktober 2011 gab sie nach einer Vermittlung durch Kofi Annan das Ende aller bewaffneten Aktivitäten bekannt. Am 8. April 2017 übergab die ETA ihr Waffenarsenal. Am 3. Mai 2018 löste sich die ETA nach eigenem Bekunden auf.

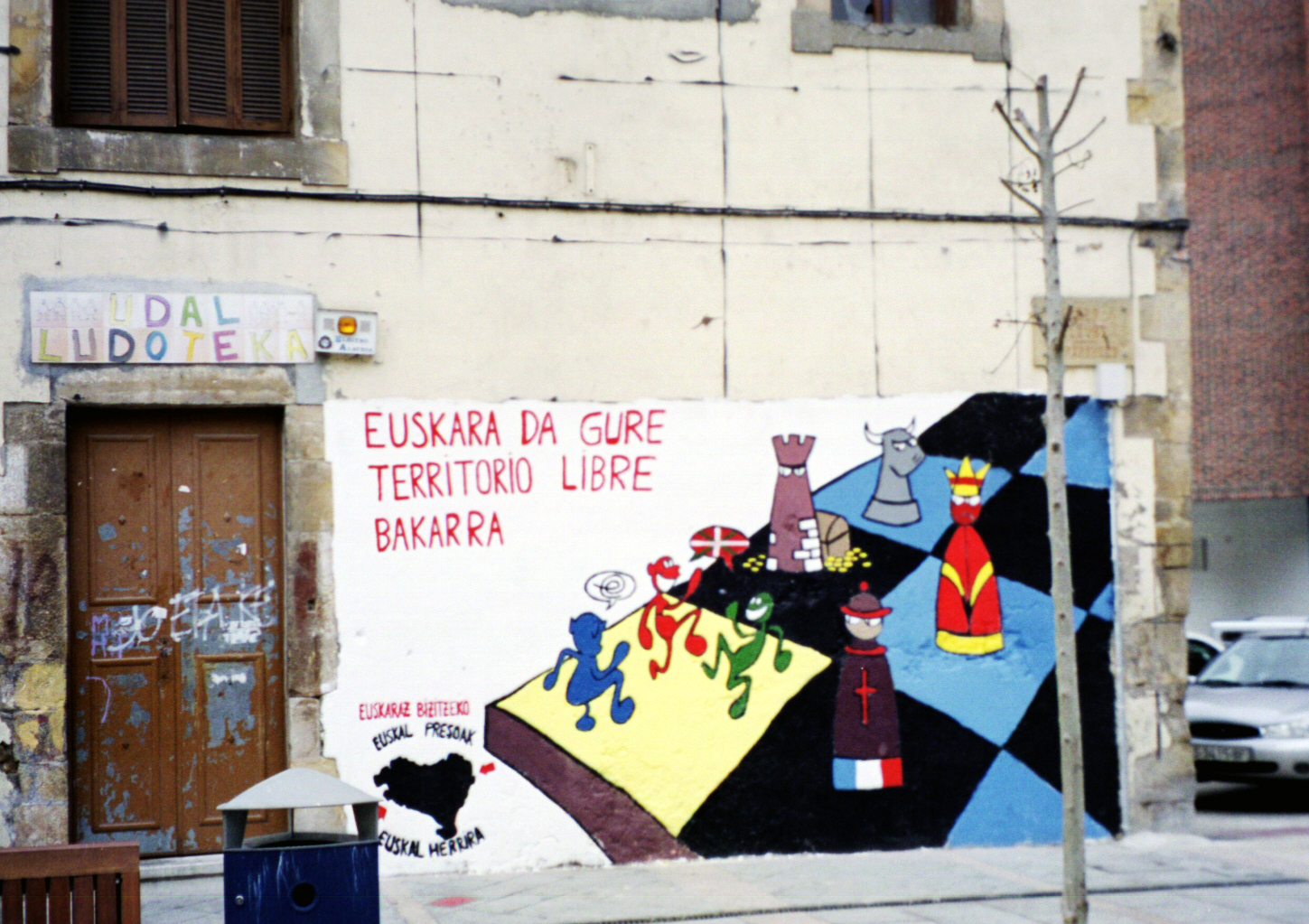
Politische Wandmalerei

Politisch führende Kraft in Euskadi blieb auch im demokratisch erneuerten Spanien die baskisch-nationalistisch orientierte EAJ-PNV, die sich unter anderen zwischen der an der ETA orientierten Batasuna und dem das Arbeitermilieu vertretenden PSOE dauerhaft behaupten und seit der Transición mit einer Ausnahme stets den Ministerpräsidenten (Lehendakari) stellen konnte. In den Städten äußerten sich die lebhaften politischen Auseinandersetzungen der letzten Jahrzehnte in den weit verbreiteten politischen Wandmalereien. Ausdruck fortdauernder Ansprüche auf Selbstbestimmung und Unabhängigkeit der Basken war der Plan Ibarretxe, der 2001 vorgestellt und 2003 im spanischen Parlament abgelehnt wurde. Recht erfolgreich verlaufen sind dagegen die Bemühungen um die Wiederbelebung der baskischen Sprache, die in allen Schulen Euskadis gelehrt sowie über Zeitungen, Radio- und einen Fernsehsender verbreitet wird. Auch die Möglichkeit eines Hochschulstudiums auf Baskisch findet vielfachen Zuspruch.
Ende des 20. Jahrhunderts wurde das Baskische auch im französischen Baskenland aufgewertet, z. B. mit zweisprachigen Ortsschildern. Das 1995 eingerichtete Pays Basque ist allerdings keine der den Départements übergeordneten offiziellen Regionen Frankreichs, sondern ist organisatorisch unterhalb des Départements angesiedelt. Die Bürgermeister von 158 Gemeinden Iparraldes beteiligten sich im Oktober 1996 an einer Umfrage, die ergab, dass 93 für ein eigenes baskisches Departement Baskenland votierten, 53 dagegen. „Das Ergebnis schlug wie eine Bombe ein, wurde doch bis dahin die Frage nach territorialer Anerkennung, als die Forderung einiger ‚wildgewordener Nationalisten’, verträumter Unternehmer und verrückter Künstler abgetan.“ Seit 2017 sind die Basken in Frankreich zu einer Communauté d’agglomération zusammengefasst.

### Sachbuch
- Jean-Louis Davant: Histoire du peuple basque – le peuple basque dans l’histoire. Elkar, Baiona 1986.
- Manex Goyhenetche: Histoire générale du Pays basque. 5 Bde. Donostia: Elkarlanean, 1998–2005.
- Michael Kasper: Baskische Geschichte. 2., bibliographisch aktualisierte und mit einem Schlusskapitel von Walther L. Bernecker versehene Auflage, Darmstadt 2008.
- Mark Kurlansky: Die Basken. Eine kleine Weltgeschichte. München 2000. (Englischsprachige Originalausgabe: New York 1999)
- Ingo Niebel: Das Baskenland. Geschichte und Gegenwart eines politischen Konflikts. Promedia, Wien 2009.[53]
- Carlos Collado Seidel: Die Basken. Ein historisches Portrait. München 2010.
- José Antonio Vaca de Osma: Los vascos en la historia de España. 2a ed. Madrid: Rialp, 1986.
- Cameron Watson: Modern Basque history. Eighteenth century to the present. Basque textbooks series, 2. Reno: Center for Basque studies, University of Nevada, 2003.

### Belletristik
- Fernando Aramburu: Patria. Roman, 2016.